# Elecciones legislativas de Argentina de 1910
Las elecciones legislativas de Argentina de 1910 se realizaron el 13 de marzo del mencionado año para renovar la mitad de la Cámara de Diputados, cámara baja del Congreso de la Nación Argentina. Fueron las últimas elecciones legislativas antes de la aplicación de la Ley Sáenz Peña en 1912, que garantizaba el sufragio universal masculino, directo y secreto.

## Bancas a elegir
| Provincia           | Bancas | A elegir |
| ------------------- | ------ | -------- |
| Buenos Aires        | 28     | 14       |
| Capital Federal     | 20     | 9        |
| Catamarca           | 3      | 2        |
| Córdoba             | 11     | 4        |
| Corrientes          | 7      | 5        |
| Entre Ríos          | 9      | 8        |
| Jujuy               | 2      | 1        |
| La Rioja            | 2      | 1        |
| Mendoza             | 4      | 3        |
| Salta               | 4      | 2        |
| San Juan            | 3      | 1        |
| San Luis            | 3      | —        |
| Santa Fe            | 12     | 6        |
| Santiago del Estero | 5      | 2        |
| Tucumán             | 7      | 5        |
| Total               | 120    | 63       |

## Participación por provincia
| Provincia           | Inscriptos | Votantes | %       |
| ------------------- | ---------- | -------- | ------- |
| Buenos Aires        | 83.000     | 36.000   | 43,37   |
| Capital Federal     | 70.000     | 31.000   | 44,29   |
| Catamarca           | 15.000     | 5.000    | 33,33   |
| Córdoba             | 68.000     | 10.000   | 14,71   |
| Corrientes          | 41.000     | 15.000   | 36,59   |
| Entre Ríos          | 51.000     | 16.000   | 31,37   |
| Jujuy               | 10.000     | 4.000    | 40,00   |
| La Rioja            | 8.000      | 3.000    | 37,50   |
| Mendoza             | 25.000     | 6.000    | 24,00   |
| Salta               | 14.000     | 7.000    | 50,00   |
| San Juan            | 10.000     | 4.000    | 40,00   |
| San Luis            | No votó    | No votó  | No votó |
| Santa Fe            | 32.000     | 18.000   | 56,25   |
| Santiago del Estero | 34.000     | 16.000   | 47,06   |
| Tucumán             | 60.000     | 20.000   | 33,33   |
| Total               | 521.000    | 191.000  | 36,66   |

## Resultados por provincia
| Provincia           | Candidato                          | Votos     |
| ------------------- | ---------------------------------- | --------- |
| Buenos Aires        | José Fonrouge (UN)                 | 32.645    |
| Buenos Aires        | Ángel Etcheverry (UN)              | 32.645    |
| Buenos Aires        | Santiago Luro (UN)                 | 32.644    |
| Buenos Aires        | Horacio C. Varela (UN)             | 32.644    |
| Buenos Aires        | Faustino M. Lezica (UN)            | 32.644    |
| Buenos Aires        | José Penna (UN)                    | 32.644    |
| Buenos Aires        | Abel Bengolea (UN)                 | 32.644    |
| Buenos Aires        | Alfredo Echagüe (UN)               | 32.644    |
| Buenos Aires        | Luis Agote (UN)                    | 32.644    |
| Buenos Aires        | Carlos González Bonorino (UN)      | 32.644    |
| Buenos Aires        | Manuel B. Gonnet (UN)              | 32.643    |
| Buenos Aires        | Marco Aurelio Avellaneda (h) (UN)  | 32.643    |
| Buenos Aires        | Emilio Carranza (UN)               | 32.642    |
| Buenos Aires        | Juan B. Lavié (UN)                 | 32.639    |
| Buenos Aires        | Tomás Puig Lómez                   | 63        |
| Buenos Aires        | César Lobo                         | 60        |
| Buenos Aires        | Manuel Ciesa Rodríguez             | 60        |
| Buenos Aires        | Moisés A. Andino                   | 60        |
| Buenos Aires        | Rafael Cárcamo del Campo           | 60        |
| Buenos Aires        | Jacob Larrain                      | 60        |
| Buenos Aires        | Celestino S. Arce                  | 60        |
| Buenos Aires        | Eliseo M. Giménez                  | 60        |
| Buenos Aires        | Vicente L. Casares                 | 60        |
| Buenos Aires        | Manuel Faramiñan                   | 60        |
| Buenos Aires        | Enrique E. Rivarola                | 60        |
| Buenos Aires        | Edelmiro Calvo                     | 60        |
| Buenos Aires        | Teodoro V. Granel                  | 60        |
| Buenos Aires        | José María Berutti                 | 60        |
| Buenos Aires        | Eusebio Roldán                     | 60        |
| Buenos Aires        | Andrés R. Devoto                   | 58        |
| Buenos Aires        | Rodolfo Moreno                     | 11        |
| Buenos Aires        | Luis María Drago (UC)              | 9         |
| Buenos Aires        | Joaquín Larrea                     | 9         |
| Buenos Aires        | Adolfo Marcerano                   | 9         |
| Buenos Aires        | Alfredo Palacios (PS)              | 8         |
| Buenos Aires        | Julio Sánchez Viamonte (UC)        | 8         |
| Buenos Aires        | Emilio Frers (UC)                  | 6         |
| Buenos Aires        | Juan Carballido (UC)               | 6         |
| Buenos Aires        | Orlando Williams (UC)              | 6         |
| Buenos Aires        | Antonio Lanusse (UC)               | 6         |
| Buenos Aires        | Eleodoro Lobos (UC)                | 6         |
| Buenos Aires        | Carlos F. Melo (UC)                | 6         |
| Buenos Aires        | José Bianco                        | 6         |
| Buenos Aires        | Juan Hunter (UC)                   | 6         |
| Buenos Aires        | Juan Carlos Cruz                   | 5         |
| Buenos Aires        | José S. Oderigo                    | 5         |
| Buenos Aires        | Rodolfo Rivarola                   | 4         |
| Buenos Aires        | Tomas García                       | 4         |
| Buenos Aires        | Mario Bravo (PS)                   | 3         |
| Buenos Aires        | Francisco Cúneo (PS)               | 3         |
| Buenos Aires        | Enrique Dickmann (PS)              | 3         |
| Buenos Aires        | Enrique del Valle Iberlucea (PS)   | 3         |
| Buenos Aires        | Juan B. Justo (PS)                 | 3         |
| Buenos Aires        | Antonio de Tomaso (PS)             | 3         |
| Buenos Aires        | Antonio Zaccagnini (PS)            | 3         |
| Buenos Aires        | Domingo de Armas                   | 3         |
| Buenos Aires        | Alfredo M. Gandora                 | 3         |
| Buenos Aires        | Agustín Pardo (h)                  | 3         |
| Buenos Aires        | Pedro B. Palacios                  | 3         |
| Buenos Aires        | David Peña                         | 3         |
| Buenos Aires        | Emilio J. Marenco                  | 3         |
| Buenos Aires        | Nazario Álvarez                    | 3         |
| Buenos Aires        | Esteban Vairo                      | 2         |
| Buenos Aires        | 47 candidatos con un voto cada uno | 47        |
| Capital Federal     | Carlos Basavilbaso                 | Sin datos |
| Capital Federal     | Enrique Bonifacio                  | Sin datos |
| Capital Federal     | Carlos Carlés                      | Sin datos |
| Capital Federal     | Tomás E. de Anchorena              | Sin datos |
| Capital Federal     | Carlos Estrada                     | Sin datos |
| Capital Federal     | José Ignacio Llobet                | Sin datos |
| Capital Federal     | Manuel Augusto Montes de Oca       | Sin datos |
| Capital Federal     | Francisco de Paula Moreno          | Sin datos |
| Capital Federal     | Federico Pinedo (padre)            | Sin datos |
| Catamarca           | Tomás A. Vergara                   | 4.328     |
| Catamarca           | Carlos A. de la Vega               | 4.320     |
| Catamarca           | Francisco Castellanos              | 2         |
| Catamarca           | Argentino R. Quevedo               | 2         |
| Catamarca           | Guillermo Correa                   | 1         |
| Catamarca           | Felipe Avellaneda                  | 1         |
| Córdoba             | Arturo Bouquet                     | 9.783     |
| Córdoba             | Ramón José Cárcano                 | Sin datos |
| Córdoba             | Mardoqueo Molina                   | Sin datos |
| Córdoba             | Manuel Peña                        | Sin datos |
| Corrientes          | Pedro Celestino López              | 15.602    |
| Corrientes          | Mariano Indalecio Loza             | 15.602    |
| Corrientes          | Juan J. Lubary                     | 15.602    |
| Corrientes          | Evaristo Pérez Virasoro            | 15.602    |
| Corrientes          | Federico L. Garrido                | 15.602    |
| Entre Ríos          | Mariano E. López                   | 14.648    |
| Entre Ríos          | Prócoro Crespo                     | 14.646    |
| Entre Ríos          | Alberto Méndez Casariego           | 14.645    |
| Entre Ríos          | Luis Leguizamón                    | 14.643    |
| Entre Ríos          | Emerio R. Tenreyro                 | 14.643    |
| Entre Ríos          | Ramón A. Parera                    | 14.640    |
| Entre Ríos          | Casiano Calderón                   | 14.624    |
| Entre Ríos          | Adolfo Mugica (padre)              | 14.623    |
| Entre Ríos          | Alejandro Carbó                    | 35        |
| Entre Ríos          | Martín Ruiz Moreno                 | 4         |
| Entre Ríos          | Carlos de Elía                     | 3         |
| Entre Ríos          | Antonio Sagana                     | 3         |
| Entre Ríos          | Luis L. Etchevehere                | 3         |
| Entre Ríos          | Osvaldo Magnasco                   | 3         |
| Entre Ríos          | Eduardo Sibiletti                  | 3         |
| Entre Ríos          | Alberto H. Carosini                | 3         |
| Entre Ríos          | Samuel Parera Denis                | 2         |
| Entre Ríos          | Andrés Gallino                     | 2         |
| Entre Ríos          | Leopoldo Herrera                   | 2         |
| Entre Ríos          | Enrique Berduc                     | 2         |
| Entre Ríos          | Eduardo G. Sobral                  | 2         |
| Entre Ríos          | Juan J. Millau                     | 2         |
| Entre Ríos          | Manuel Villamonte                  | 2         |
| Entre Ríos          | Salvador Lantorio                  | 2         |
| Entre Ríos          | José López Piñón                   | 2         |
| Entre Ríos          | Pedro E. Martínez                  | 2         |
| Entre Ríos          | Salustiano Urquiza                 | 2         |
| Entre Ríos          | Carmelo F. Crespo                  | 1         |
| Entre Ríos          | Marciano E. Torres                 | 1         |
| Entre Ríos          | Romeo Carbó                        | 1         |
| Entre Ríos          | Juan Manzini                       | 1         |
| Entre Ríos          | Arturo Leguizamón                  | 1         |
| Entre Ríos          | Anselmo Lazo                       | 1         |
| Entre Ríos          | Francisco Maglioni                 | 1         |
| Entre Ríos          | Juan González Carlderón            | 1         |
| Entre Ríos          | Benito E. Pérez                    | 1         |
| Entre Ríos          | José B. Lubran                     | 1         |
| Entre Ríos          | Benigno Martínez (h)               | 1         |
| Entre Ríos          | José Haedo                         | 1         |
| Entre Ríos          | Martiniano Leguizamon              | 1         |
| Jujuy               | Octavio Iturbe                     | 4.343     |
| La Rioja            | Wenceslao Frías                    | 3.166     |
| Mendoza             | Carlos Galigniana Segura           | 6.849     |
| Mendoza             | Pedro A. Guevara                   | 6.746     |
| Mendoza             | Francisco Moyano                   | 6.746     |
| Mendoza             | Marcos R. Flores                   | 2         |
| Mendoza             | Amadeo Zorreguieta                 | 2         |
| Mendoza             | Juan G. Ruiz                       | 1         |
| Mendoza             | César Ponce                        | 1         |
| Mendoza             | Julián Barraquero                  | 1         |
| Mendoza             | Alfredo Amaya                      | 1         |
| Mendoza             | Luis Correas                       | 1         |
| Mendoza             | Alberto A. Day                     | 1         |
| Mendoza             | Lucio Funes                        | 1         |
| Mendoza             | Juan A. Videla Cuello              | 1         |
| Mendoza             | Emiliano Torres                    | 1         |
| Mendoza             | Pedro B. Ugalde                    | 1         |
| Salta               | Carlos Serrey                      | 8.075     |
| Salta               | David Zambrano (h)                 | 8.075     |
| Salta               | Fernando López                     | 1         |
| Salta               | Juan Paolucci                      | 1         |
| Salta               | Luis Linares                       | 1         |
| San Juan            | Carlos Conforti                    | 4.905     |
| Santa Fe            | José García González               | 17.981    |
| Santa Fe            | Carlos F. Gómez                    | 17.969    |
| Santa Fe            | Rosendo Fraga (h)                  | 17.964    |
| Santa Fe            | Luciano Leiva                      | 17.945    |
| Santa Fe            | Calixto Lassaga                    | 17.907    |
| Santa Fe            | Rodolfo Freyre                     | Sin datos |
| Santa Fe            | Otros                              | 28        |
| Santiago del Estero | Antenor Álvarez                    | 16.162    |
| Santiago del Estero | Francisco Castañeda Vega           | 16.153    |
| Tucumán             | Manuel Paz                         | 20.121    |
| Tucumán             | Julio M. Terán                     | 20.120    |
| Tucumán             | Evaristo Etchecopar                | 20.119    |
| Tucumán             | Miguel M. Padilla                  | 20.119    |
| Tucumán             | Zenón J. Santillán                 | Sin datos |

1. ↑  Renunció el 29 de octubre de 1913, no fue reemplazado.
2. ↑  Electo para completar el mandato de José Inocencio Arias (1908-1912).
3. ↑  Falleció el 12 de agosto de 1913, no fue reemplazado.
4. ↑  Manuel Augusto Montes de Oca, Francisco P. Moreno, Carlos de Estrada, Mariano Castellanos, Epifanio Alesso, José Nicolás Martínez, Francisco Barroetaveña, Adolfo Orma, Joaquín Castellanos, Adolfo Saldías, Carlos Olivera, Juan Manuel Ortiz de Rosas, Narciso P. Lozano, Estanislao Bejarano, Honorio Pueyrredón, Manuel Moyano, Ernesto Weigel Muñoz, José M. Piran, Daniel Donovan, Adolfo Pueyrredón, Juan F. Melo, José María Drago, Vicente Gallastegui, Luis Sáenz Peña, José Meneina, Otaguio Canaveri, Eduardo della Croce, Marco M. Blasco, Francisco Egoburu, Pedro Cavello, Alberto Peralta Martínez, Alberto Almagro Araujo, Antonio Zambonini, Federico Videla, Nicolás Videla, Luis M. Doyhenard, Esteban Hardoy, Gerónimo Turio, Adolfo Lascano, Leopoldo Tahier, Silvio Ruggieri, Carlos S. Cometto, Joaquín J. Durquet, Justo V. Garat, Julio Sánchez, Julio Salas y Antonio Carballido.
5. ↑  Falleció el 17 de octubre de 1911, lo reemplaza Ernesto H. Celesia en 1912.
6. ↑  Falleció el 18 de agosto de 1913, no fue reemplazado.
7. ↑  Renunció el 16 de julio de 1913, no fue reemplazado.
8. ↑  Renunció el 6 de junio de 1912, lo reemplaza Nicolás Repetto (PS) en una elección especial el 30 de marzo de 1913.
9. ↑  Renunció el 14 de marzo de 1913, lo reemplaza Mario Bravo (PS) en una elección especial el 30 de marzo de 1913.
10. ↑  Electo para completar el mandato de Luis Achával (1908-1912).
11. ↑  Renunció el 21 de mayo de 1913, no fue reemplazado.
12. ↑  Falleció el 11 de febrero de 1913, no fue reemplazado.
13. ↑  Falleció el 6 de septiembre de 1912, lo reemplaza Justino I. Solari en una elección especial el 3 de noviembre de 1912.
14. ↑  Renunció el 25 de diciembre de 1913, no fue reemplazado.
15. ↑  Renunció el 11 de junio de 1913, lo reemplaza Julio Conrado Rivero en una elección especial el 4 de agosto de 1913.
16. ↑  Renunció el 6 de marzo de 1912, lo reemplaza José Rafael Gómez en 1912.
17. ↑  Electo para completar el mandato de Juan Ramón Vidal (1908-1912).
18. ↑  Renunció el 30 de septiembre de 1910, lo reemplaza Faustino Miguel Parera en una elección especial el 8 de enero de 1911.
19. ↑  Renunció el 13 de mayo de 1913, no fue reemplazado.
20. ↑  Falleció el 25 de mayo de 1911, lo reemplaza Eduardo G. Sobral en 1912.
21. ↑  Renunció el 9 de mayo de 1913, no fue reemplazado.
22. ↑  Renunció el 23 de diciembre de 1911, lo reemplaza Miguel Laurencena en 1912.
23. ↑  Renunció el 12 de febrero de 1912, lo reemplaza Pedro José Pérez en 1912.
24. ↑  Falleció el 21 de junio de 1913, no fue reemplazado.
25. ↑  Renunció el 29 de mayo de 1913, no fue reemplazado.
26. ↑  Renunció el 19 de septiembre de 1912, lo reemplaza José Félix Uriburu en una elección especial el 11 de mayo de 1913.
27. ↑  Renunció el 29 de octubre de 1913, no fue reemplazado.
28. ↑  Renunció el 11 de mayo de 1912, lo reemplaza Nicanor Salvatierra en una elección especial el 30 de marzo de 1913.
29. ↑  Renunció el 29 de abril de 1913, no fue reemplazado.
30. ↑  Falleció el 3 de agosto de 1910, lo reemplaza Ernesto Padilla en una elección especial el 25 de diciembre de 1910.

## Elecciones parciales
| Provincia           | Fecha                   | Candidato              | Votos  |
| ------------------- | ----------------------- | ---------------------- | ------ |
| Córdoba             | 15 de agosto de 1910    | Juan J. Vernazza       | 6.181  |
| Entre Ríos          | 8 de enero de 1911      | Faustino Miguel Parera | 6.379  |
| Entre Ríos          | 8 de enero de 1911      | Francisco Soler        | 1      |
| Entre Ríos          | 8 de enero de 1911      | Alejandro Carbó        | 1      |
| Entre Ríos          | 8 de enero de 1911      | Luis Esteva Verga      | 1      |
| San Juan            | 23 de julio de 1911     | José A. Correa         | 3.047  |
| Santiago del Estero | 24 de julio de 1910     | Dámaso L. Beltrán      | 15.292 |
| Tucumán             | 25 de diciembre de 1910 | Ernesto Padilla        | 17.335 |

1. ↑  Electo para completar el mandato de Vicente Peña (1908-1912).
2. ↑  Electo para completar el mandato de Prócoro Crespo (1910-1914).
3. ↑  Electo para completar el mandato de Victorino Ortega (1908-1912).
4. ↑  Electo para completar el mandato de Pedro Olaechea y Alcorta (1908-1912).
5. ↑  Electo para completar el mandato de Zenón J. Santillán (1910-1914). Ernesto Padilla renunció el 9 de mayo de 1913, lo reemplaza Melitón Camaño en una elección especial el 15 de junio de 1913.